# Ophiuroglypha aequatoris
Ophiuroglypha aequatoris är en ormstjärneart som beskrevs av Paul E. Hertz 1927. Ophiuroglypha aequatoris ingår i släktet Ophiuroglypha och familjen fransormstjärnor. Inga underarter finns listade i Catalogue of Life.